# Messier 22
Messier 22 (cunoscut și ca M22 sau NGC 6656) este un roi globular de formă eliptică aflat în constelația Sagittarius. Este unul dintre cele mai strălucitoare roiuri de pe cerul nopții.
De asemenea Messier 22 este un obiect ceresc care face parte din Catalogul Messier, întocmit de astronomul francez Charles Messier.